# Прокаев, Василий Иванович
Васи́лий Ива́нович Прока́ев (1 июля 1919, Мачкасы, Петровский уезд, Саратовская губерния) — 25 января 1995, Екатеринбург) — советский учёный, физико-географ, ландшафтовед, доктор географических наук, отличник народного просвещения РСФСР и СССР, почётный член Русского географического общества. Занимался разработкой теории физической географии, методики комплексных исследований, методики преподавания географии, физической географией Самарской Луки и Среднего Урала. Создатель научной ландшафтной школы.

## Биография
Родился в с. Мачкасы Петровского уезда Саратовской губернии (ныне — Шемышейский район Пензенской области) в семье учителей. Отец, Иван Фёдорович Прокаев (?—1959), был известным просветителем мордовского народа, автором первых школьных учебников мордовского языка и литературы.
В начале 1930-х семья переехала в Петровск, где в 1937 году Василий окончил среднюю школу, после чего поступил на географический факультет Саратовского государственного университета. Университет Прокаев окончил с отличием 14 августа 1941 года, получив специальность «физико-географ». Ещё до окончания университета в июне-августе 1941 года Василий Прокаев работал руководителем летней полевой практики студентов по геодезии на кафедре геодезии и картографии. В сентябре-октябре 1941 года был топографом Нижне-Волжского геологоразведочного треста.
С ноября 1941 по май 1942 трудился электромонтёром в управлении городских электрических железных дорог Саратова, по совместительству был актёром миманса Саратовского театра оперы и балета. В мае 1942 года призван в Красную армию. Службу проходил в нестроевых частях и в августе 1942 года был демобилизован по болезни.
С сентября 1942 по сентябрь 1943 года работал директором неполной средней школы № 3 в селе Кинель-Черкассы Куйбышевской области. С октября 1943 по август 1948 года Василий Иванович работал на кафедре экономической географии Куйбышевского планового института сначала старшим лаборантом с правом ведения практических занятий, с декабря 1943 — преподавателем, с марта 1945 — старшим преподавателем.
В 1947 году Прокаев сдал кандидатский минимум по географии при географическом факультете Саратовского государственного университета, начал работу над диссертацией, тема которой предварительно была заявлена как «Ландшафты Самарской Луки». В 1948 году вышла его первая научная статья: «Времена года Среднего Заволжья», опубликованная в журнале «География в школе».
Из-за изменения учебного плана в институте и сокращения объёма учебной нагрузки 6 августа 1948 года Прокаев был освобождён от занимаемой должности. И хотя в октябре 1948 года он был вновь принят преподавателем кафедры экономической географии для ведения практических занятий, но уже на временной основе и на условиях почасовой оплаты, с 1 сентября 1948 года Прокаев перешёл на постоянную работу в Куйбышевский педагогический институт, где трудился сначала ассистентом, а с 1 марта 1951 года — старшим преподавателем кафедры геологии и географии. Кроме чтения географических и геолого-минералогических дисциплин он также проводил лабораторные занятия и полевые практики по общей геологии, кристаллографии, палеонтологии и картографии с основами топографии.
Одновременно Прокаев продолжал и научную работу, в 1950 году он поступил в аспирантуру Института географии АН СССР, однако руководство педагогического института сначала отказалось предоставить Василию Ивановичу необходимый отпуск и продлить сроки его пребывания в аспирантуре, ссылаясь на необходимость выполнения учебных планов, а затем в сентябре 1951 года он был освобождён от занимаемой должности в связи с сокращением объёма работы.
В 1952 году Прокаев успешно защитил кандидатскую диссертацию по теме «Физико-географическая характеристика восточной части Самарской луки», после чего переехал в Свердловск, где с января 1953 года работал на кафедре физической географии Свердловского государственного педагогического института. В 1960 году по конкурсу В. И. Прокаев был избран заведующим этой кафедры и занимал эту должность до 1980 года. В начале 1960-х годов, работая над докторской диссертацией, Прокаев развивал и углублял теоретико-методологические основания исследований ландшафтоведческой проблематики. За этот период им было опубликовано более 40 статей, он принимал участие во множестве совещаний и конференций по вопросам теории и практики физико-географического районирования, ландшафтных исследований, картографирования ландшафтов, общих вопросов теории ландшафтоведения и охраны природы.
В 1966 году В. И. Прокаев в совете при Ленинградском университете защитил докторскую диссертацию на тему «Основы теории и методики физико-географического районирования». В дальнейшем по материалам диссертации была опубликована монография «Основы методики физико-географического районирования». В 1967 году ему была присвоена учёная степень доктора географических наук, 23 февраля 1968 года ему было присвоено учёное звание профессора, также он был избран почётным членом Географического общества СССР.
С 1969 года Прокаев также руководил аспирантурой, создав свою научную школу, им был подготовлен ряд кандидатов наук. Продолжал научную работу: всего им было издано более 150 научных работ, в том числе 6 монографий. Прокаев выступал редактором 14 научных сборников географов Среднего Урала, активно участвовал в различных географических совещаниях, съездах Географического общества СССР.
С 1959 по 1985 год являлся бессменным председателем Свердловского отдела Географического общества. В 1985 году он был избран почётным членом Русского географического общества за огромный вклад в развитие географической науки на Среднем Урале и в России.
С 1980 года В. И. Прокаев трудился профессором кафедры физической географии. Он продолжал разработку теории физической географии, методики комплексных исследований, методики преподавания географии, физической географии Среднего Урала.
Скончался в Екатеринбурге 25 января 1995 года после непродолжительной болезни. Похоронен на Широкореченском кладбище города.

## Научная деятельность
Основная сфера научных интересов Прокаева была связана с вопросами ландшафтоведения и физико-географического районирования — одной из наиболее сложных проблем современной физической географии.
В своей кандидатской диссертации «Физико-географическая характеристика восточной части Самарской луки» Прокаев обобщил огромный объём материалов по исследуемому региону. Им было выделено и описано пять физико-географических регионов Самарской луки: Жигулёвские горы, Залесенное плато, Лесостепное плато, долина Волги и долина Усы — это стало одной из первых схем деления территории Самарской Луки на природные выделы, использующейся и в настоящее время. Кроме этого, он рассматривал и вопросы антропогенного влияния на выделенные районы, придя к выводу о необходимости сохранения жигулёвских лесов и заповедного режима отдельных участков Жигулей.
В конце 1950-х — начале 1960-х годов в центральных изданиях вышло ещё несколько работ Прокаева, посвящённых Самарской Луке: «О термине „лука“ и о границах Самарской Луки» («Известия Всесоюзного географического общества» (1954)), «Жигули» («География в школе» (1955)), «Опыт крупномасштабного ландшафтного районирования восточной части Самарской Луки» («Вопросы географии» (1956)) и «Пойма Волги у Самарской Луки» («Природа» (1961)).
В дальнейшем В. И. Прокаев сосредоточился на исследовании физической географии Среднего Урала. В 1960—1961 годах он провёл полевые исследования в южной части Среднего Урала, проведя большую работу по изучению картографических и фондовых материалов данной территории. Изучение влияния различных факторов в формировании геосистем разного таксономического ранга позволило Прокаеву сформировать новый подход к выделению, описанию и систематизации геокомплексов различного таксономического ранга, позволивший по-новому взглянуть на проблему физико-географического районирования территорий. Результатом работ стала монография «Физико-географическая характеристика юго-западной части Среднего Урала и некоторые вопросы охраны природы этой территории», до настоящего времени являющаяся образцом детальности и тщательности составления физико-географической характеристики региона. В этой работе он, как и ранее для Жигулей, предлагал сохранить уникальные ландшафты региона путём создания охраняемой природной территории — национального парка. Такой парк — природный парк «Оленьи Ручьи» — был создан в 1973 году.

## Педагогическая деятельность
Сохранилась характеристика на молодого ещё преподавателя Василия Ивановича Прокаева, составленная в Куйбышевском плановом институте: «Занятия ведёт весьма успешно, тщательно к ним готовится, так что они проходят живо и интересно… Будучи серьёзно увлечён наукой, он непрерывно и систематически занимается чтением и проработкой лучших сочинений по вопросам географии… В лице В. И. Прокаева кафедра экономической географии имеет энтузиаста, полностью преданного делу науки и преподавания».
Но окончательно его педагогические таланты проявились за сорок с лишним лет работы в Уральском педагогическом институте, где Прокаев читал два главных курса для студентов-географов: «Картография с основами топографии» и «Ландшафтоведение». УПИ был и остаётся единственным педагогическим вузом страны, где студентам читают «Ландшафтоведение» — курс был разработан Прокаевым на основе своих научных идей и методологических подходов, сформулированных в учебных пособиях «Основы ландшафтоведения и физико-географического районирования» (в двух частях) и «Физико-географическое районирование» — учебное пособие для студентов педагогических институтов по географическим специальностям.
Прокаев прекрасно читал лекции, не заглядывая в конспекты, чётко формулируя тезисы, указывая на различия в подходах к некоторым темам между разными научными школами страны, сам чертил чёткие схемы, формулы и рисунки, требуя того же от студентов. Также Василий Иванович руководил полевой практикой по ландшафтоведению, добиваясь от студентов максимальной детальности в описаниях фаций, картографировании, заполнении бланков описания и т. д., подсказывая при необходимости студентам, на что им следует обратить особое внимание. Подобный подход значительно способствовал формированию у студентов способа географического мышления, опыта проведения полевых исследований, систематизации и обобщения полученных результатов на основе разрабатываемых Прокаевым теоретико-методологических подходов и идей. За это студенты относились к нему с большим уважением.
С 1969 года Василий Иванович Прокаев руководил аспирантурой. Им был подготовлен целый ряд кандидатов наук. Подготовка к проведению исследований, обучение аспирантов и талантливых студентов проводились при помощи постоянно действующих ландшафтных семинаров, на которых с докладами выступали все преподаватели и аспиранты. Это помогало начинающим подготовиться к выступлениям на конференциях, совещаниях, а опытным специалистам — передать свои знания и взгляды молодёжи. Прокаев сам постоянно выступал на этих семинарах, делясь своими наблюдениями и корректируя свои прежние подходы к вопросам физико-географического районирования и ландшафтным исследованиям по итогам исследований своих коллег и аспирантов, выполнявших системообразующие функции по отношению к теории и эмпирическим исследованиям геосистем разного типа и ранга.
Работе с аспирантами Прокаев посвящал много времени, встречаясь с ними и в кабинете, и дома, тщательно вычитывая рукописи статей, указывая на малейшие неточности и ошибки. В результате такого подхода в 1970-х годах ряды преподавателей кафедры пополнились целой группой выпускников факультета (В. Г. Капустин, Н. С. Исаков, Н. В. Скок, Ю. Л. Мельчаков, Т. А. Донских), в дальнейшем ставших старшими преподавателями и доцентами. Аналогичное происходило и в дальнейшие годы, в 1990-х на кафедре начали работу О. Ю. Гурьевских, С. А. Шлюндт, Е. Ю. Терентьева, О. В. Янцер. Многие из студентов и аспирантов Прокаева добились определённых научных и педагогических успехов: к примеру, профессор В. Г. Капустин был удостоен премии Правительства Российской Федерации в области образования за создание учебно-методического комплекса по географии Свердловской области — единственный учебно-методический комплекс, удостоенный подобной награды. Кандидаты наук О. Ю. Гурьевских, С. А. Шлюндт, О. В. Янцер изучают вопросы ландшафтной дифференциации природы Урала, формирования системы особо охраняемых природных территорий, сезонной динамики природных комплексов. Таким образом, Василий Иванович Прокаев сформировал собственную научную ландшафтно-географическую школу. Вокруг него сложилось сообщество исследователей, развивающих его научные идеи, теоретические принципы и методологию исследований, а также занимающихся подготовкой молодых учёных.

## Память
К 90-летию со дня рождения Прокаева в Уральском государственном педагогическом университете прошла всероссийская научно-практическая конференция, посвящённая его памяти. В том же году для студентов географо-биологического факультета УрГПУ была установлена именная стипендия имени Василия Ивановича Прокаева, присуждаемая за особые достижения в учебной, научной и общественной деятельности и научные работы в области изучения природы Урала.

## Награды
- Орден Трудового Красного Знамени[18]
- Медаль «За доблестный труд в Великой Отечественной войне 1941—1945 гг.» (8.05.1946)[3]
- Юбилейные медали[18]
- «Отличник народного просвещения» РСФСР и СССР

## Избранная библиография
Приводится по Головлёв, 2010, с. 155—156 и Сенатор, Саксонов, 2009, с. 229.
- Времена года Среднего Заволжья // География в школе. — 1948. — № 5. — С. 23—27.
- Физико-географическая характеристика восточной части Самарской луки // Автореф. дисс. … канд. геогр. наук. — 1952. — С. 20.
- О термине «лука» и о границах Самарской Луки // Известия ВГО. — 1954. — Т. 86, № 3. — С. 261—264.
- К вопросу о физико-географическом районировании территории // Изв. АН СССР. Сер. геогр. — 1954. — № 5. — С. 78—82.
- О некоторых вопросах методики физико-географического районирования // Изв. АН СССР. Сер. геогр. — 1955. — № 5. Переиздавалась в Румынии[19].
- Жигули // География в школе. — 1955. — № 3. — С. 21—32.
- Термические аномалии в долинах Жигулевских гор // Природа. — 1955. — № 11. — С. 89—91.
- Опыт крупномасштабного ландшафтного районирования восточной части Самарской Луки // Вопросы географии. — 1956 — Сб. 39. — С. 185—195.
- Жигули // Известия ВГО. — 1957. — Т. 89. — С. 247—253.
- О теоретических основах физико-географического районирования Урала // Изв. ВГО. — 1959. — № 2.
- Физико-географическое районирование СССР: Учебное пособие. — Свердловск: Свердловск. пед. ин-т, 1959. — 26 с. Переиздавалось во Вьетнаме[19].
- Фация как основная и наименьшая единица ландшафтоведения // Мат-лы к V Всесоюзн. совещ. по вопросам ландшафтоведения. — М.: Изд-во МГУ, 1961. — С. 14—22. Переиздавалась в США[19].
- Пойма Волги у Самарской Луки // Природа. — № 5. — С. 87—89.
- О высотной поясности и методике учёта зональных различий при физико-географическом районировании горных стран // Изв. ВГО. — 1962. — № 2.
- Типы местностей горной полосы южной части Среднего Урала // Вопросы ландшафтоведения. — Алма-Ата, 1963. — С. 105—113.
- Физико-географическая характеристика юго-западной части Среднего Урала и некоторые вопросы охраны природы этой территории: Монография. — Свердловск: Уральск. филиал АН СССР, 1963.
- Учёт антропогенной дифференциации природных условий при физико-географическом районировании // Вестник МГУ. Сер. геогр. — 1965. Переиздавалась в США[19].
- Основы теории и методики физико-географического районирования // Автореф. дис. … докт. геогр. наук. — Л., 1966.
- Основы методики физико-географического районирования: Монография. — М.: Наука, 1967. Переиздавалась во Вьетнаме[19].
- Основы ландшафтоведения и физико-географическое районирование: Курс лекций. В 2 ч. Ч.1. — Свердловск: Свердловск. пед. ин-т, 1973.
- Основы ландшафтоведения и физико-географическое районирование: Курс лекций. В 2 ч. Ч.2. — Свердловск: Свердловск. пед. ин-т, 1975. — 107 с.
- Физико-географическое районирование Свердловской области: Монография. — Свердловск: Свердловск. пед. ин-т, 1976.
- Ландшафтоведение и региональная физическая география // Изв. ВГО. — 1982. — Т. 114, № 5.
- Типы фаций — единицы детального ландшафтного картографирования // Изв. ВГО. — 1983. — Т. 115, № 6. — С. 491—497.
- Физико-географическое районирование: учебное пособие для вузов. — М.: Просвещение, 1983. — 176 с. — 11 000 экз.
- Принцип однородности в физико-географическом районировании // География и природные ресурсы. — Сиб. отд. АН СССР, 1984. — № 3.
- Прокаев В. И., Оленев А. М. Физико-географическое районирование Свердловской области в связи с районированием Урала и Западной Сибири // Сибирский географический сборник. — М.: Изд-во АН СССР, 1962. — № 1.
- Прокаев В. И., Оленев А. М. Ландшафтная карта Урала // Вопросы географии Урала. — Свердловск: Свердловский гос. пед. ин-т АН СССР; Свердловск. отдел. географ. общ-ва СССР, 1968. — Вып. 4..